# Zofia z Montferratu
Zofia z Montferratu (zm. 21 sierpnia 1434)  – cesarzowa bizantyńska. 

## Życiorys
Córka Teodora II Paleologa, markiza Montferratu w latach 1381-1418 i Joanny, córki Roberta I z Baru. Od 1424 była żoną cesarza bizantyńskiego Jana VIII Paleologa. Małżeństwo było nieudane aż Jan oddalił ją w sierpniu 1426 roku z powodu jej brzydoty.